# Jonathan Groth
Jonathan Groth (9 november 1992) is een Deens professioneel tafeltennisser. Hij speelt linkshandig met de shakehandgreep.
In 2016 (Rio de Janeiro) en 2020 (Tokio) nam hij deel aan de Olympische spelen.
Groth speelt in de Russisch competitie bij KNT-UMMC.

## Belangrijkste resultaten
- Europees kampioen op de Europese kampioenschappen (dubbel) met Patrick Franziska in 2016
- Tweede plaats op de Europese kampioenschappen (dubbel) met Kasper Sternberg in 2010
- Tweede plaats met het mannenteam op de Europese kampioenschappen in 2009
- Derde plaats op de Europese kampioenschappen (dubbel) met Patrick Franziska in 2018